# 恩古涅省
恩古涅省（法語：Ngounié）是加蓬的9個省份之一，位於該國南部，首府穆伊拉（Mouila），下分7縣，北面是中奧果韋省，東北面是奧果韋-伊溫多省，東臨奧果韋-洛洛省，南接剛果共和國，西南面是尼揚加省，西面是濱海奧果韋省，面積37,750平方公里。

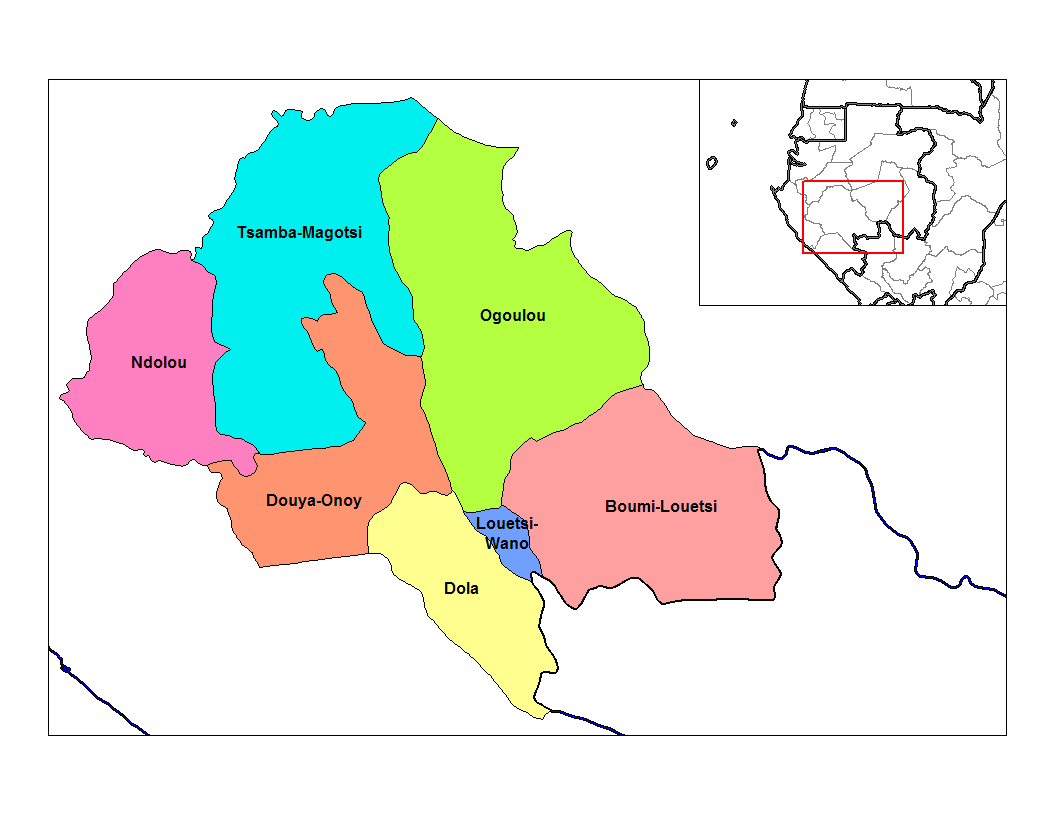
恩古涅省的縣份